# Cruger
Cruger és una població dels Estats Units a l'estat de Mississipi. Segons el cens del 2000 tenia 449 habitants.

## Demografia
Segons el cens del 2000, Cruger tenia 449 habitants, 161 habitatges, i 112 famílies. La densitat de població era de 178,7 habitants per km².
Dels 161 habitatges en un 33,5% hi vivien nens de menys de 18 anys, en un 32,3% hi vivien parelles casades, en un 30,4% dones solteres, i en un 30,4% no eren unitats familiars. En el 29,8% dels habitatges hi vivien persones soles el 16,1% de les quals corresponia a persones de 65 anys o més que vivien soles. El nombre mitjà de persones vivint en cada habitatge era de 2,79 i el nombre mitjà de persones que vivien en cada família era de 3,46.
Per edats la població es repartia de la següent manera: un 32,1% tenia menys de 18 anys, un 10% entre 18 i 24, un 25,8% entre 25 i 44, un 15,1% de 45 a 60 i un 16,9% 65 anys o més.
L'edat mediana era de 32 anys. Per cada 100 dones de 18 o més anys hi havia 77,3 homes.
La renda mediana per habitatge era de 15.417 $ i la renda mediana per família de 27.500 $. Els homes tenien una renda mediana de 24.375 $ mentre que les dones 22.813 $. La renda per capita de la població era de 14.125 $. Entorn del 32,8% de les famílies i el 44,7% de la població estaven per davall del llindar de pobresa.

## Poblacions més properes
El següent diagrama mostra les poblacions més properes.